# Fengkuang shijie
Fengkuang shijie is een Standaardmandarijns lied uit 1943. De muziek van het lied is gecomponeerd door Li Qiniu/李七牛. De tekst is geschreven door Li Junqing/李隽青. Zhou Xuan bracht het lied als eerste op grammofoonplaat. In 1943 werd een muziekclip van het lied gemaakt. Het was een onderdeel van de film Yujia nü (Vissersdochter). Fengkuang shijie gaat over een geesteszieke vrouw die waanbeelden over de liefde heeft.

## De tekst van het lied, intraditioneel Chinees
鳥兒拼命地唱
花兒任性地開
你們太痛快太痛快呀太痛快
鳥兒為什麽唱
花兒為什麽開
你們太奇怪太奇怪呀太奇怪
什麽叫痛快
什麽叫奇怪
什麽叫情
什麽叫愛
鳥兒從此不許唱
花兒從此不許開
我不要這瘋狂的世界
這瘋狂的世界

## De tekst van het lied, invereenvoudigd Chinees
鸟儿拼命地唱
花儿任性地开
你们太痛快太痛快呀太痛快
鸟儿为什么唱
花儿为什么开
你们太奇怪太奇怪呀太奇怪
什么叫痛快
什么叫奇怪
什么叫情
什么叫爱
鸟儿从此不许唱
花儿从此不许开
我不要这疯狂的世界
这疯狂的世界

## De tekst van het lied, inHanyu Pinyin
niǎo ér pīn mìng de chàng
huā er rèn xìng de kāi
nǐ men tài tòng kuai tài tòng kuai ya tài tòng kuai
niǎo ér wéi shén me chàng
huā er wéi shén me kāi
nǐ men tài qí guài tài qí guài ya tài qí guài
shén me jiào tòng kuai
shén me jiào qí guài
shén me jiào qíng
shén me jiào ài
niǎo ér cóng cǐ bù xǔ chàng
huā er cóng cǐ bù xǔ kāi
wǒ bú yào zhè fēng kuáng de shì jiè
zhè fēng kuáng de shì jiè

## Vertaling
Vogels zingen als of het een levensbevel is.
Bloemen openen wispelturig.
Jullie zijn te plezierig, echt te plezierig!
Waarom zingen vogels?
Waarom openen bloemen?
Jullie zijn te vreemd, echt te vreemd!
Wat betekent plezierig?
Wat betekent vreemd?
Wat betekent passie?
Wat betekent liefde?
Vanaf toen mochten vogels niet meer zingen.
Vanaf toen mochten bloemen niet meer openen.
Ik wil niet zo'n knotsgekke wereld.
Deze knotsgekke wereld.